# José Ignacio Alemany Grau
José Ignacio Alemany Grau CSsR (* 27. Januar 1934 in Madrid) ist Altbischof von Chachapoyas (Peru).

## Leben
José Ignacio Alemany Grau trat der Ordensgemeinschaft der Redemptoristen bei und empfing am 11. Januar 1959 die Priesterweihe. Papst Johannes Paul II. ernannte ihn am 17. August 1995 zum Bischof von Chachapoyas. 
Der Bischof von Cajamarca, Ángel Francisco Simón Piorno, spendete ihm am 15. Oktober desselben Jahres die Bischofsweihe; Mitkonsekratoren waren Fortunato Baldelli, Apostolischer Nuntius in Peru, und Oscar Rolando Cantuarias Pastor, Erzbischof von Piura.
Von seinem Amt trat er nach Protesten der Gläubigen und einer versuchten Besetzung der Kathedrale von Chachapoyas durch Katecheten, die mit der Amtsführung Alemany Graus nicht einverstanden waren, am 18. Mai 2000 zurück.

## Auszeichnungen und Ehrungen
- Medalla de Oro de Santo Toribio de Mogrovejo (Peru, 2002)